# Björn Breitholtz
Björn Gustaf Breitholtz, född 3 augusti 1938 i Umeå, är en svensk fotograf.
Breitholtz studerade på 1950-talet i Stockholm för Tor-Ivan Odulf och Christer Strömholm, gick ut Konstindustriskolan, nuvarande HDK, i Göteborg 1960 och har därefter arbetat som frilansfotograf inom reklam och media med egen ateljé i Göteborg, illustrerat tidningar och tidskrifter och givit ut egna böcker. Litet Göteborgsalbum med text av Eva von Zweigbergk gavs ut 1964 och Hagalund – ett svunnet 50-tal kom ut 1978. I Hagalund skildras kåkstadens omvandling under 1950-talet till dagens höghusbebyggelse. Breitholtz har deltagit i flera fotoutställningar i Sverige och utomlands och är representerad vid bland annat Moderna Museet i Stockholm, och Museum of Modern Art.  i New York med bilder utvalda av Edward Steichen. En separatutställning med Björn Breitholtz bilder på Swedish American Museum, Chicago, USA, pågick den 6 november 2016 - 1 januari 2017.